# HMS Manchester (C15)
A HMS Manchester a Brit Királyi Haditengerészet Town osztályú könnyűcirkálója volt a második világháború alatt. Ez volt a második hajó, amit Manchesterről neveztek el, de az első hadihajó, ami ezt a nevet viselte, és a második a Gloucester alosztály három hajója közül. 1937. április 12-én bocsátották vízre, és Mrs. Tool, Manchester polgármesternéje keresztelte meg. A Pedestal hadművelet során olyan súlyos sérüléseket szenvedett, hogy önelsüllyesztést hajtottak végre rajta 1942. augusztus 13-án.

## Felépítés
A Gloucester alosztály másik két hajójához hasonlóan a Manchester is számos különbséget mutatott a Southampton alosztály hajóihoz képest: megnövelték a szélességét, változtattak a súlyeloszlásán, nagyobb teljesítményű kazánokat építettek be, áttervezték a hajóhidat, illetve pontosabb fegyverirányító rendszert építettek be.
A Manchestert többféle radarral is felszerelték, az elsüllyedésekor a következők voltak megtalálhatók rajta:
- Type 273: általános célbeméréshez és ellenőrzéshez
- Type 279: nagy hatótávolságú légtérfigyelő radar
- Type 282: a 40 mm-es Bofors géppuskák és a "Pom-pom" lövegek vezérléséhez
- Type 284: a lövegek célbeméréséhez és vezérléséhez
- Type 285: a légvédelmi fegyverzet célbeméréséhez és vezérléséhez

## Szolgálatba állás és a háború korai szakasza

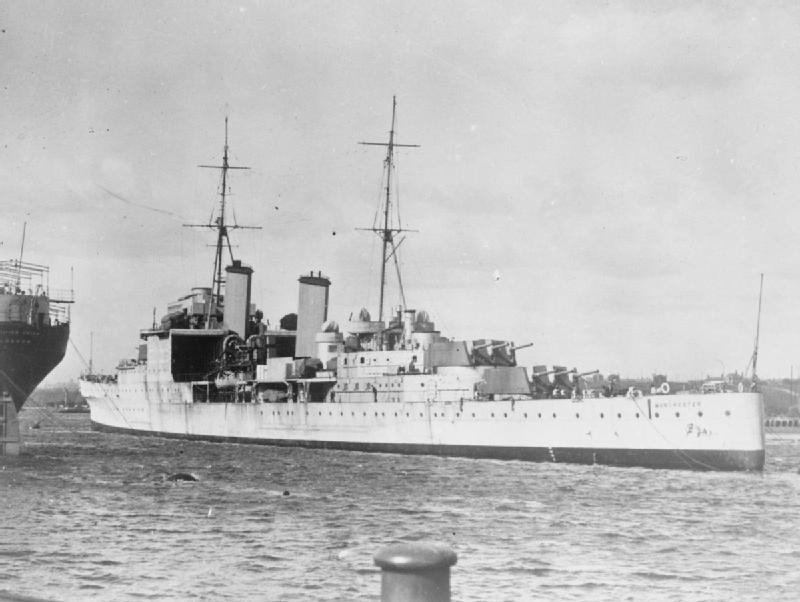
A Manchester a Távol-Keleti Flotta háború előtti jellegzetes színeiben; a hajótest fehér, a kémények aranysárga színűek

1938. január 17-én nevezték ki első kapitányát, Henry Bousfieldet. Augusztus 4-én állt szolgálatba, majd szeptember 28-án a Távol-Keleti Flottához irányították a Liverpool és a Gloucester társaságában, ahol a 4. Cirkáló Század tagjai lettek, és különböző konvojkíséreti feladatokat láttak el. A háború kitörésekor is ebben a feladatkörben dolgozott, majd 1939. szeptember 21-én visszarendelték az Egyesült Királyságba. A hazautat Málta felé tette meg, ahol felvonták a hajón Geoffrey Layton altengernagy zászlaját, így a Manchester lett a 18. Cirkáló Század zászlóshajója. November 25. és december 23. között Portsmouth-ban apróbb karbantartást végeztek rajta, majd elhajózott Scapa Flow felé, ahová december 24-én érkezett meg, majd két nappal később felváltotta a Sheffieldet az Északi-tengeri őrjáraton. 1940. első két hónapjában két ellenséges hajót is elfogott: januárban az SS Lisa nevű norvég hajót kísérte Kirkwall-ba átvizsgálásra, februárban pedig a német SS Wahehe teherszállítót tartóztatta fel a Kimberley segítségével. Áprilisban részt vett a Norvégiáért folytatott küzdelemben, Bousfield-et pedig Herbert Packer váltotta a kapitányi pozícióban. Ezután áthelyezték a Humber-ben állomásozó erőkhöz, ahol invázióellenes feladatokat látott el. Október 9-én Cherbourg-ot lőtte a Revenge és az 5. Romboló Század támogatásával. November 15-én a Southampton és több romboló társaságában egy konvojt kísért Gibraltárra, és egyúttal csatlakoztak is a Földközi-tengeri Flottához. November 27-én részt vett a Spartivento-foki csatában, mely során hat olasz cirkálóval és két csatahajóval kerültek összetűzésbe a Collar hadművelet kísérőhajói; az olasz erők később visszavonultak, és egyik részt vevő fél sem vesztett hajót. December 13-án visszatért a hazai vizekre, majd egy négy hónapos karbantartáson és modernizáción esett át.

## ABismarcküldözése, visszatérés a Földközi-tengerre
A karbantartást követően 1941. május elején állt vissza a szolgálatba, és főleg az Északi-tengeri őrjáratokon vett részt a Birminghammel és az Arethusa-val. Május 7-én a Manchester, az Edinburgh és a Birmingham négy rombolóval együtt egy német időjárás-megfigyelő hajót, a Münchent akarták elfoglalni, hogy megszerezzenek egy ENIGMA német kódoló berendezést. A német hajó kapitánya elrendelte az önelsüllyesztést, illetve hogy az ENIGMA-t és a tartozékait a tengerbe kell dobni. Azonban a mielőtt a hajó elsüllyedt volna, a Somali tengerészei az ENIGMA-hoz tartozó kézikönyveket és egyéb kellékeket menekítettek meg a fedélzetről, melyeket a Nestor szállított haza az Egyesült Királyságba.

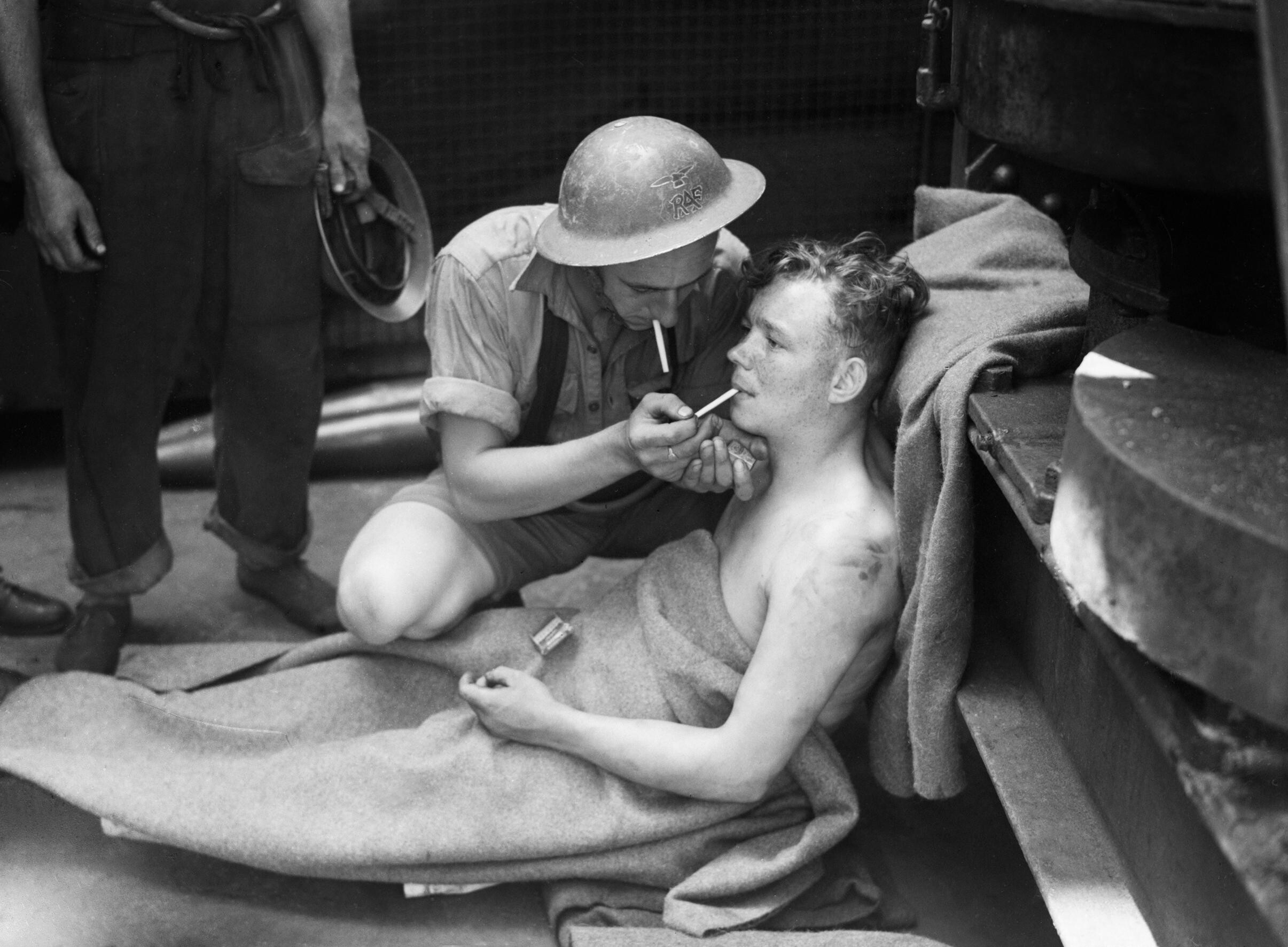
A torpedótámadás egyik sérültjének cigarettát ad a bajtársa miután felhozták a fedélzetre, 1941. július 23.

Május 21-én a Manchester és a Birmingham kihajózott Izland és a Feröer-szigetek közé, hogy a Bismarck esetleges kitörését az Atlanti-óceánra megakadályozzák; május 23-án az Arethusa is csatlakozott a két testvércirkálóhoz. Május 24-én, a Hood elvesztése után a Manchester a Dánia-szorost ellenőrizte, nehogy a Bismarck ezen keresztül jusson vissza Németországba. A Bismarck elleni akció végeztével visszatért Scapa Flow-ba, ahol június 3-án Harold Drew átvette a kapitányi tisztséget. Júniusban az Északi-tengeren teljesített járőrszolgálatot, majd július 2-án a Manchester, az Edinburgh, a Nelson és az Arethusa elindultak Gibraltárra, hogy 21-én csatlakozzanak a Hermione-ból, Renown-ból, Ark Royal-ból és Manxman-ből álló erőhöz, és a Substance hadművelet keretében egy konvojt kísérjenek Máltára. Július 23-án a konvojt az olasz légi felderítés észlelte, és megkezdődött a légitámadások sorozata. A Manchestert a jobb oldalán, a kazánnál találta el egy levegőből ledobott torpedó, súlyos károkat és 26 tengerész halálát okozva. A hajó egy működő kazánnal, az Avon Vale, a Vidette, a Vimy és a  Wishart rombolók őrizetében elevickélt Gibraltárra, ahol ideiglenes javításokat eszközöltek rajta, de a váza olyan súlyos károkat szenvedett, hogy helyben nem tudták kijavítani, így szeptember 17-én elindult Philadelphiába, hogy az ottani tengerészeti bázison javítsák meg. Szeptember 23-án érkezett meg, és azonnal neki is kezdtek a megjavításának.

## Újra szolgálatban
A javítással 1942 februárjában lettek készen, március 3-án pedig hazaindult Portsmouth-ba, ahol április folyamán befejezték azokat a munkákat, amiket az USA-ban nem tudtak elvégezni; ezek közé tartozott többek között a Type 273-as, 284-es és 285-ös radarok beépítése. Május 2-án viszont ismét szolgálatba állt a Hazai Flottánál, és főleg Északi-tengeri őrjáratokat és konvojkíséreti feladatokat látott el. Július 3-án csatlakozott a USS Washington, a Duke of York, a Victorious, a Nigeria és a Cumberland alkotta erőhöz, mely a PQ–17-es konvojt kísérte Arhangelszkbe. A konvoj kudarca után visszatért Scapa Flow-ba a többi Hazai Flottához tartozó hajóval együtt.

## Utolsó bevetés

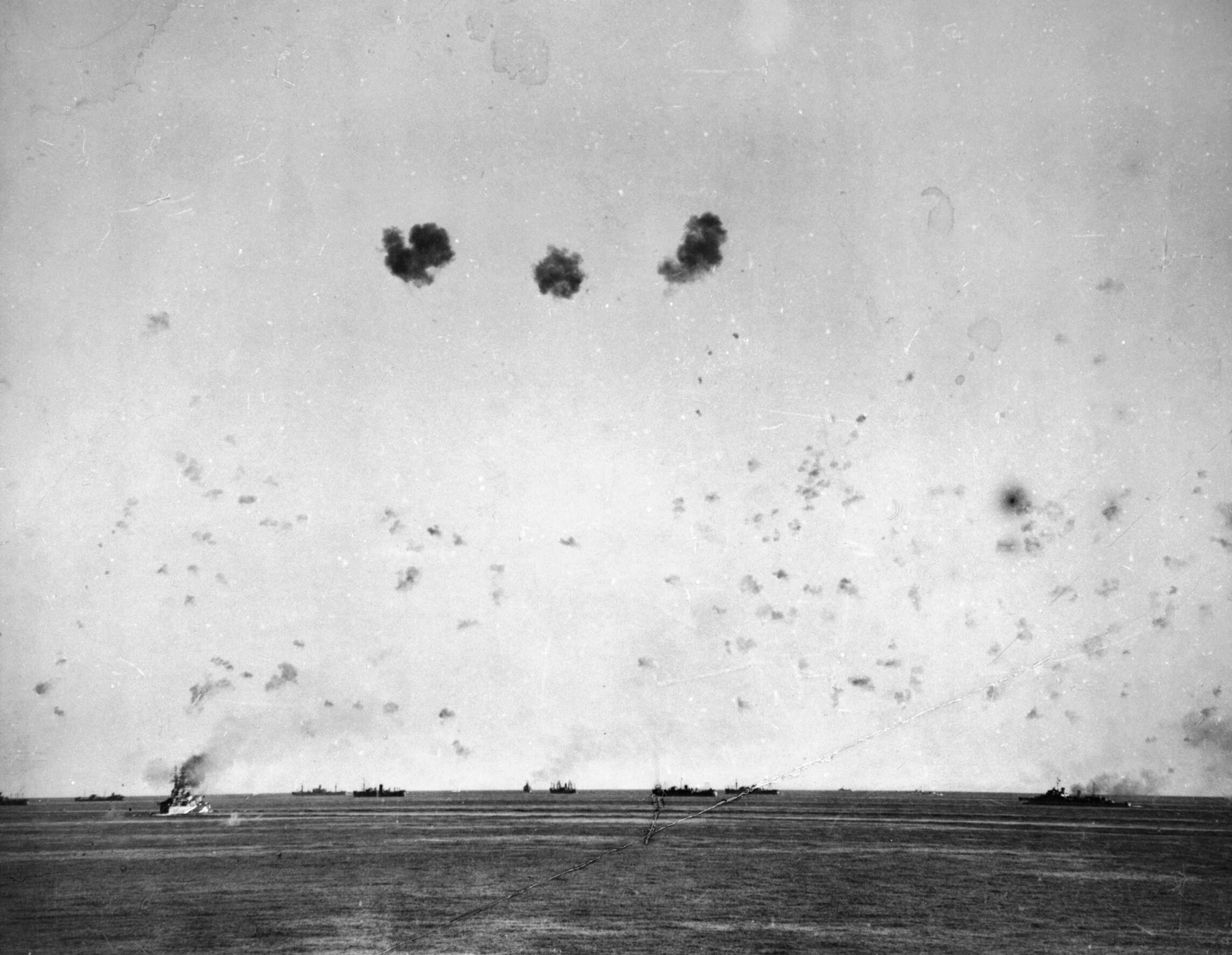
A Pedestal hadművelet konvoját éppen légitámadás éri, a Manchester a kép jobb szélén látható

1942. augusztus elején eldöntötték, hogy a Manchester is részt fog venni a Máltára tartó hatalmas konvoj kíséretében, így 3-án a háború egyik legnagyobb hajóraja indult útnak az Egyesült Királyságból: a Manchester mellett a Nigeria (ami Harold Burrough ellentengernagy zászlóshajója volt), a Kenya, és a Cairo cirkálók, 4 teherhajó és az Ashanti, a Bicester, a Bramham, a Derwent, a Foresight, a Fury, az Icarus, az Intrepid, a Ledbury, a Pathfinder és a Penn alkotta rombolóflotta. Ez a hatalmas tengeri erő a Gibraltári-szorosban csatlakozott a konvoj többi teherhajójához, illetve a kíséretet adó Nelsonhoz, a Rodney-hoz, a Victoriuos-höz, a Furious-höz, a Charybdis-hez, a Phoebe-hez, és a Sirius-hoz. A hadművelet a második világháború egyik fordulópontja volt: ha elégtelen mennyiségű rakomány ért volna Máltára, a szigetnek meg kellett volna adnia magát, és ezt tudván mindkét oldal hatalmas erőket vetett be, hogy a küldetés sikerét vagy kudarcát biztosítsa. A konvojt az említett hatalmas hadihajó-flotta védte, ám erre szükség is volt, hiszen a tengelyhatalmak minden légi és tengeri haderejüket bevetették, hogy megakadályozzák a küldetés sikerét; nappal a légitámadások és a tengeralattjárók, hajnalban és szürkületkor pedig a torpedócsónakok jelentették a legnagyobb veszélyt. Augusztus 13-án, helyi idő szerint 1:05-kor, a tunéziai partoktól nagyjából négy mérföldnyire, két olasz torpedócsónak, az MAS16 és az MAS22 által kilőtt egy-egy torpedó a Manchester jobb oldalába csapódott; a sérülés következtében a víz elárasztotta a 4"-es lőszerraktárat, a kazánt és az egyik turbinatermet. A hajó teljes sötétségbe borult, és 12 fokkal megdőlt, de csodával határos módon mindössze 15 tengerész vesztette életét, viszont rengeteg sebesült volt, akik közül többen a fedélzetszint alatt rekedtek, de végül őket is ki tudták menteni. A hajót megpróbálták megmenteni, de sem a kazánokat, sem az elektromos rendszert nem lehetett megjavítani, így a kapitány, Harold Drew a hajó elsüllyesztésére adott parancsot. Miután a Pathfinder felvett a hajóról 158 tengerészt, az Eskimo és a Somali pedig a mentőcsónakban lévőket, elhelyezték a robbanóanyagokat a hajótestben. A robbantás azonban nem sikerült teljesen, így a Pathfinder által kilőtt torpedó végzett a hajóval, mely helyi idő szerint 4:00-kor süllyedt el az é. sz. 36° 50′ 00″, k. h. 11° 10′ 00″36.833333°N 11.166667°E pozícióban.

## Viták
Harold Drew kapitányt és az elsüllyesztésre kiadott parancsát rengetegen bírálták. A 900 tengerészből 500-an hadifogságba estek Észak-Afrikában, ám a legénysége mindvégig kiállt kapitányuk és a döntése mellett (melynek köszönhetően rengeteg emberéletet mentett meg, és a hajó radarjai sem kerültek ellenséges kézbe). A Haditengerészet viszont egy hadbírósági eljárás keretében azt állapította meg, hogy Drew elhamarkodottan adott parancsot a hajó elhagyására és az elsüllyesztésre. Drew-t ezután soha többé nem nevezték ki kapitánynak, és 1987-ben, 92 évesen halt meg.
2002-ben, a hajó elsüllyedésének 60. évfordulója alkalmából egy búvárcsoport az akkori Manchesterről lemerült a roncshoz, hogy pontot tehessenek az ügy végére. A búvárok megállapították, hogy a torpedók akkora lyukat ütöttek a hajó oldalába, amin egy autóval kényelmesen át lehetett volna férni, ráadásul a hajócsavarok közül legalább kettő is megsérült. Így az a téves feltevés, ami a hadbírósági eljárás alapját is képezte, miszerint a hajóval 2-12 csomó sebességgel el lehetett volna evickélni egy semleges kikötőbe, alaptalannak bizonyultak; ez a sérülések mellett a folytonos légitámadások miatt sem sikerülhetett volna. A búvárcsoport tagjai a Haditengerészet zászlaját és egy emléktáblát is elhelyeztek a hadisírnak minősített roncson.

## Képgaléria

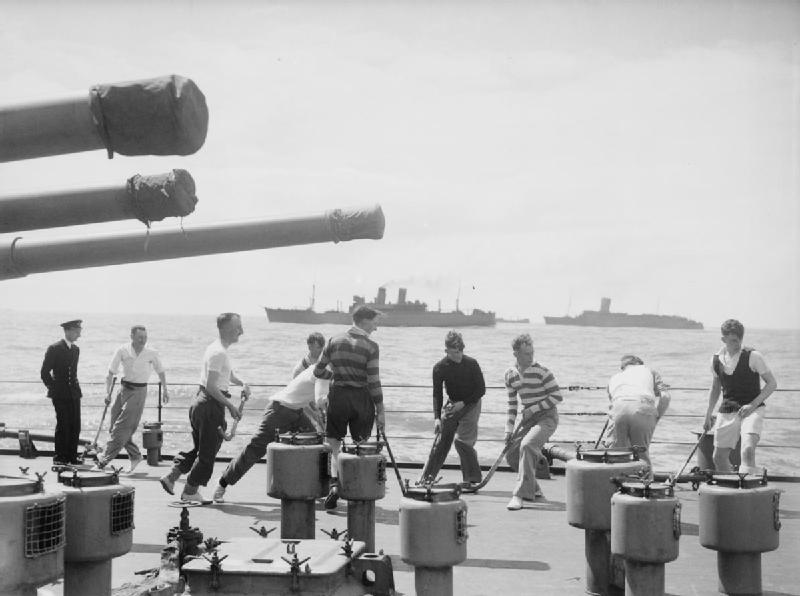
Katonai és tengerésztisztek hokimeccse a taton, 1941. július
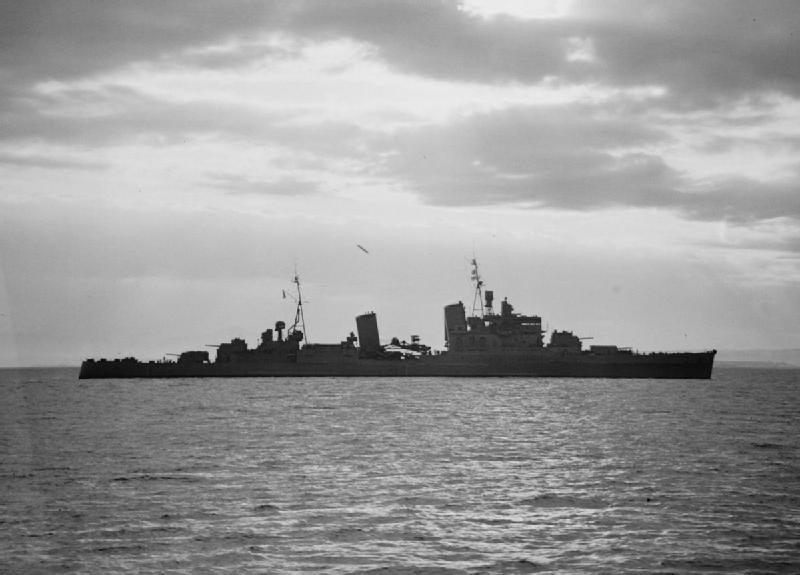
A Manchester az Ashanti fedélzetéről fényképezve, 1942. július 3.
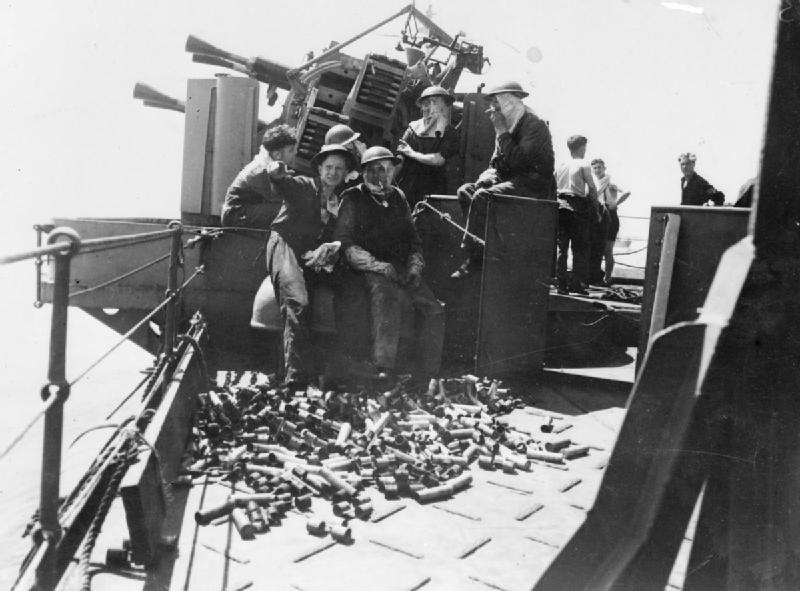
Az egyik "Pom-pom" löveg tüzérei cigarettáznak a támadások közti szünetben a Pedestal hadművelet során, 1942. augusztus
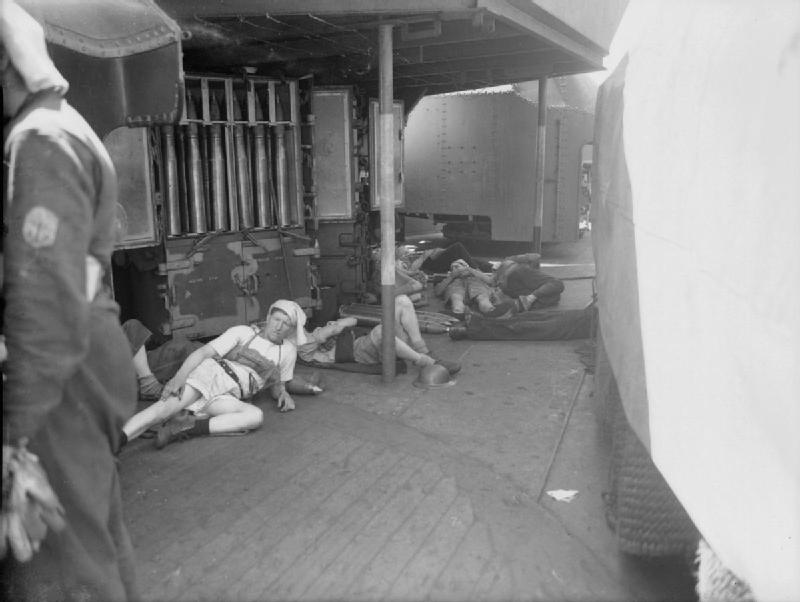
Az egyik 4"-es löveg tüzérei pihennek a támadások közti szünetben 1942. augusztus 12-én, a hajó elsüllyedése előtti napon
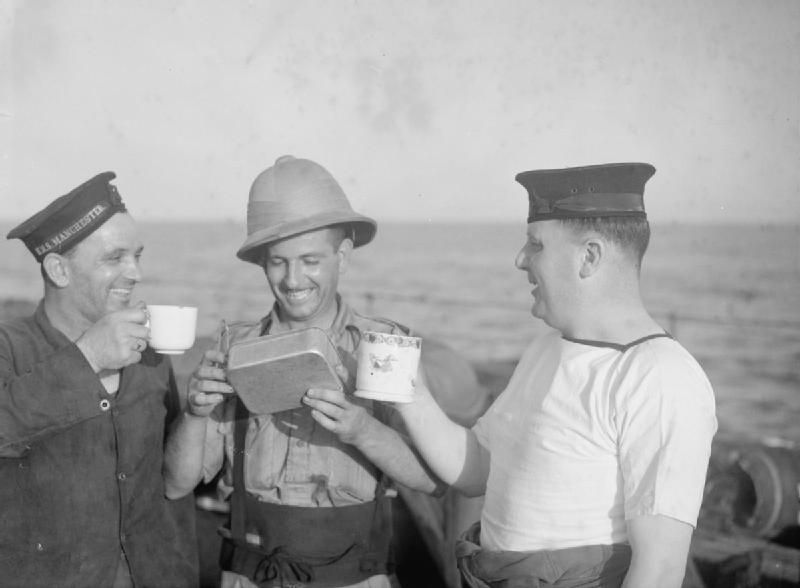
Két tengerész és egy katona koccintanak a rumadagjukkal, 1941. július
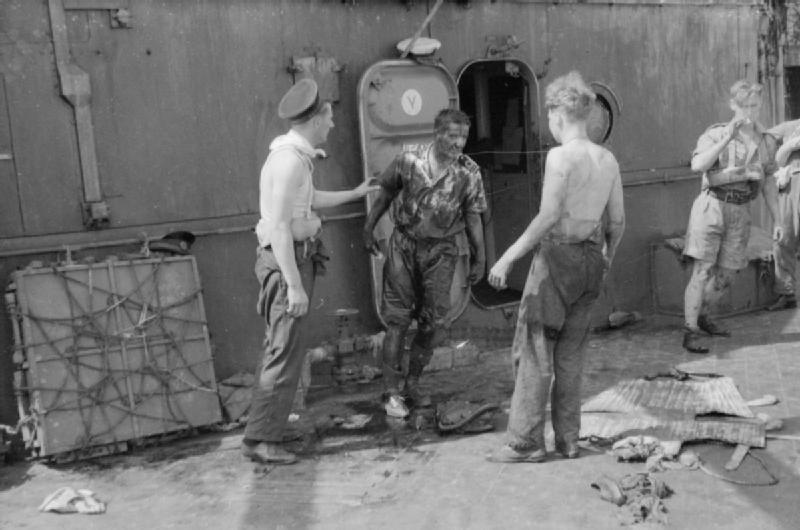
Az egyik mentésben részt vevő tiszt fűtőolajtól átázva az első torpedótalálat után, 1941. július 23.
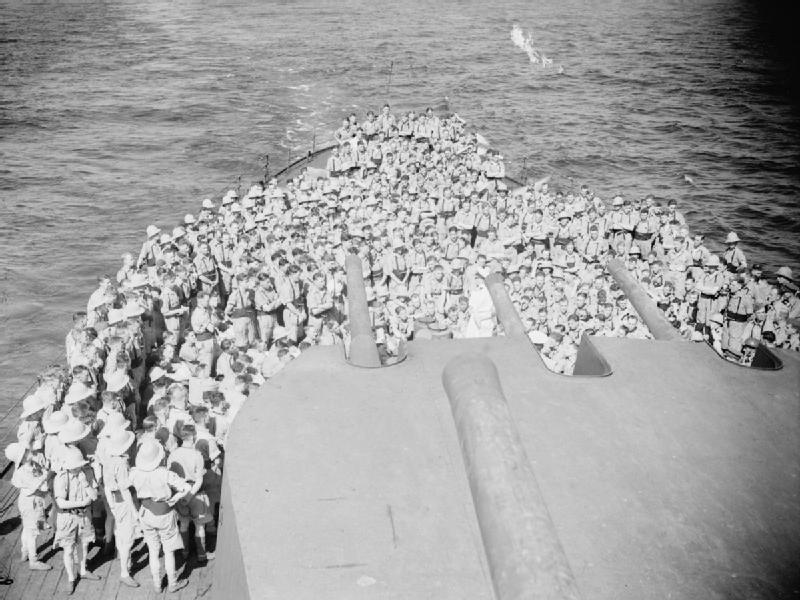
Katonák hallgatják a parancsnokukat a tengerészeti szabályokról, 1941. július
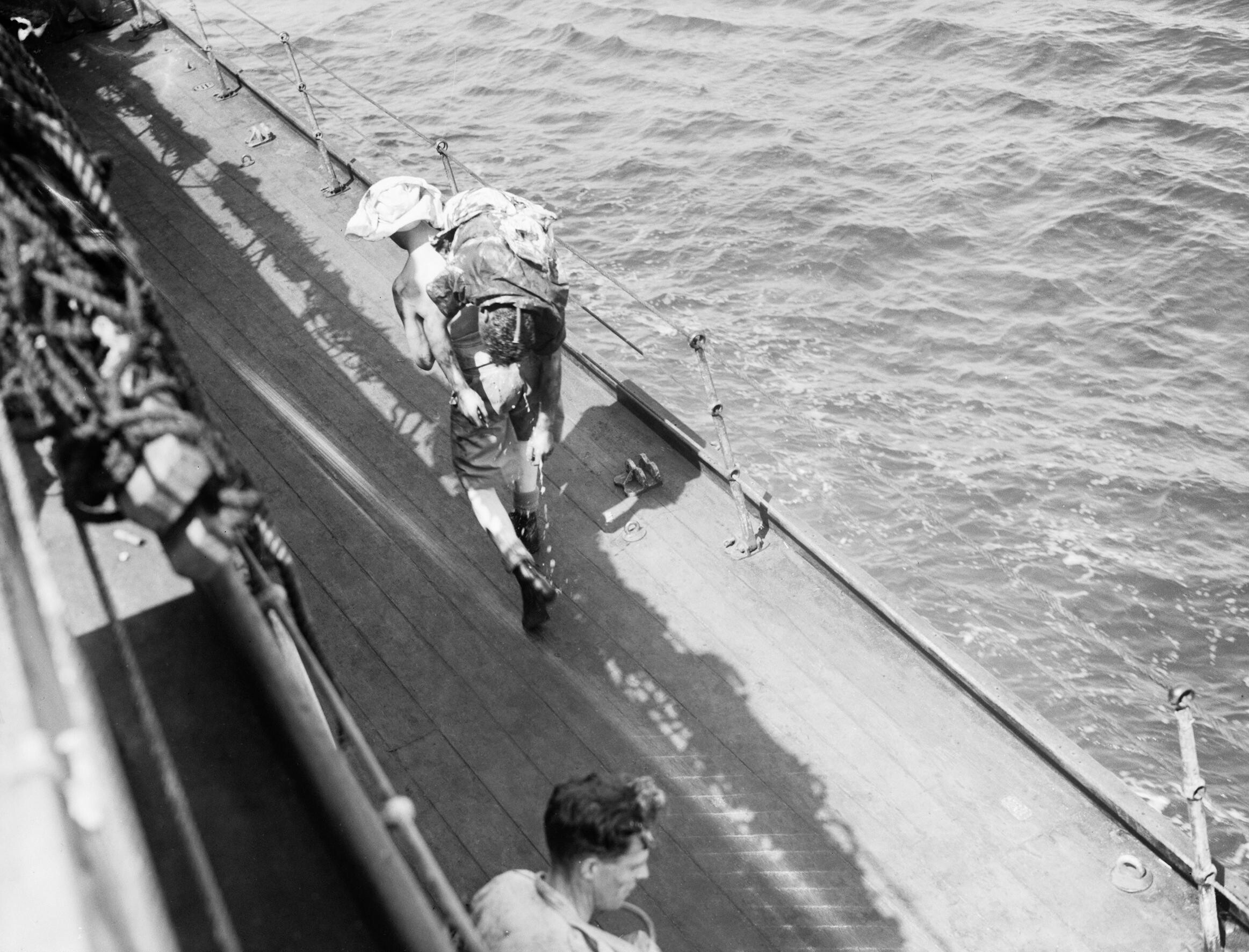
A mentőcsapat egyik tagja egy fedélzet alól kimentett, eszméletlen bajtársát viszi az elsősegélynyújtókhoz, 1941. július
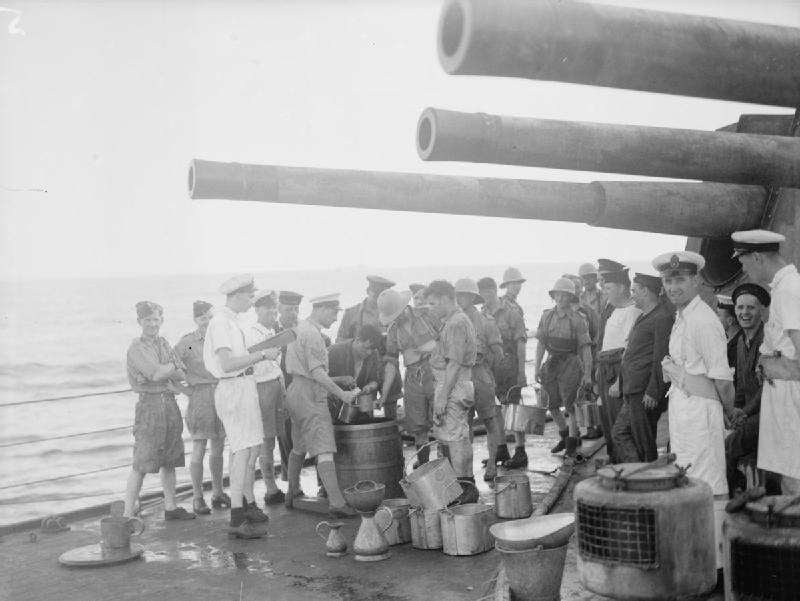
Katonák és tengerészek állnak sorban a rumosztáskor, 1941. július
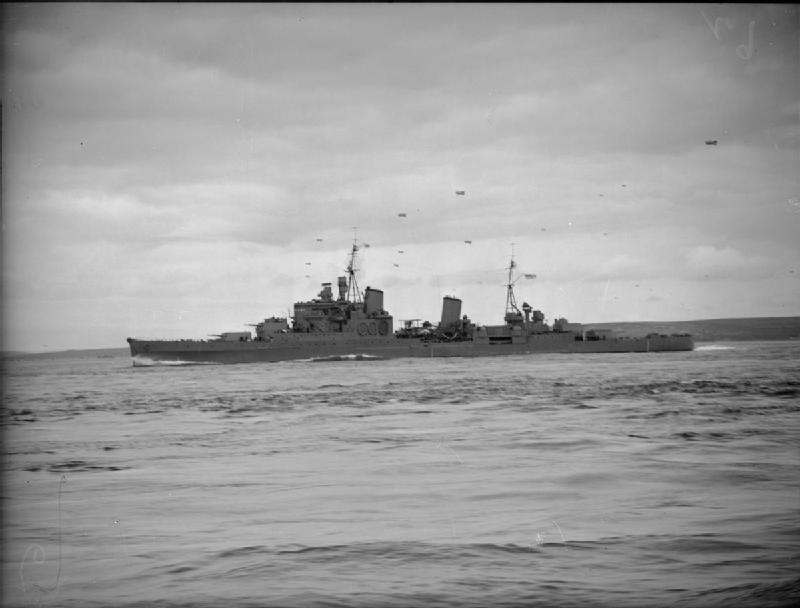
A Manchester kihajózik Scapa Flow-ból, 1942.

## Külső hivatkozások
A Manchester vízre bocsátása, 1937. április 12.